# Ben-Hadad II.
Ben-Hadad II. war ein um die Mitte des 9. Jahrhunderts v. Chr. regierender aramäischer König, der in Damaskus residierte. Es ist aber in der Bibelwissenschaft umstritten, ob er eine eigenständige Person ist oder identisch mit Ben-Hadad I. oder Ben-Hadad III.

## Bibel-Berichte
Die auf Ben-Hadad II. bezogenen Erwähnungen im Alten Testament setzen mit seiner Präsentation als Feind des Königs Ahab von Israel ein, ohne jedoch den Namen seines Vaters zu erwähnen. Ben-Hadad belagerte demnach Samaria mit einer großen Streitmacht anfangs sehr erfolgreich, musste aber später dennoch eine Niederlage einstecken. Ein Jahr später wurde er vom jüdischen Heer trotz dessen großer zahlenmäßiger Unterlegenheit bei Aphek erneut und entscheidend besiegt, erreichte aber seinen freien Abzug gegen das Versprechen der Rückgabe eroberten israelischen Gebiets und weitere Zugeständnisse. Danach lebten die Bewohner Israels und Arams drei Jahre lang in Frieden miteinander. Laut assyrischen Angaben beteiligte sich damals nicht nur Ahab, sondern auch der – allerdings nicht Ben-Hadad, sondern Adad-idri (hebräisch Hadad-Ezer) genannte – aramäische König mit 1200 Streitwagen und 20 000 Infanteristen an der gegen die Offensive Salmanassars III. gerichteten Fürstenkoalition, die 853 v. Chr. die Schlacht von Karkar gegen den Assyrerkönig austrug. Später wollte Ahab die zu Arams Herrschaftsbereich gehörige Stadt Ramot-Gilead erobern, wurde im Verlauf des Kampfes aber von einem Pfeil tödlich getroffen (etwa 852 v. Chr.).
Die Bibel erwähnt weitere Auseinandersetzungen der Israeliten mit umherstreifenden aramäischen Heeren, als Ahabs Sohn Joram auf dem Thron saß. In der Folge belagerte Ben-Hadad Samaria erneut, und in der Stadt herrschte bald eine große Hungersnot. Doch durch göttlichen Einfluss soll das aramäische Heer nachts Getöse wie von einer auf Samaria vorrückenden Streitmacht vernommen und daraus geschlossen haben, dass nun eine vom König von Israel angeworbene Entsatzarmee im Anmarsch sei; deshalb habe Ben-Hadad mit seinen Truppen die Flucht ergriffen. Hasaël beseitigte schließlich um 842 v. Chr. den erkrankten Ben-Hadad und wurde neuer König von Aram.

## Beurteilung in der Forschung
Ein Teil der Bibelforscher betrachtet den im 1. Buch der Könige 20 und 22 sowie im 2. Buch der Könige 5–8 erwähnten Ben-Hadad – dessen sich daraus ergebende Biographie im vorigen Kapitel kurz ausgeführt wurde – für eine eigenständige (daher als Ben-Hadad II. bezeichnete) Person. In diesem Fall war er ein Nachfolger Ben-Hadads I. William Foxwell Albright hielt ihn dagegen für identisch mit Ben-Hadad I., der mehr als 40 Jahre regiert habe. Eine dritte Gruppe von Wissenschaftlern wie Wayne T. Pitard nimmt schließlich an, dass die im 1. Buch der Könige 20 und 22 sowie im 2. Buch der Könige 5–7 gegebenen Kriegsberichte eher in das frühe 8. Jahrhundert v. Chr. und die Regierungszeit des israelischen Königs Joasch passen und später rückdatiert wurden. Dann wäre der in diesen Passagen genannte Ben-Hadad mit Ben-Hadad III. identisch. Nur der biblische Bericht über seine Ermordung durch Hasaël könne sich nicht auf Ben-Hadad III. beziehen, sondern wahrscheinlich eher auf den von den assyrischen Quellen als Zeitgenossen Ahabs beschriebenen Adad-idri; der Name Ben-Hadad sei erst nachträglich falsch eingesetzt worden.